# Чемпіонат Англії з футболу 2006—2007: Прем'єр-ліга
Англійська прем'єр-ліга 2006—2007 (англ. Barclays Premier League) — 15-ий сезон англійської Прем'єр-ліги, заснованої 1992 року. Сезон розпочався в 19 серпня 2006 року та завершився 13 травня 2007 року. 
Доля чемпіонського титулу сезону визначилася за два тури до завершення сезону, коли лондонський «Челсі» не зміг здолати у гостьовому матчі іншу столичну команду, «Арсенал», і відставання «аристократів» від «Манчестер Юнайтед», який йшов на першій позиції турнірної таблиці, сягнуло сьоми очок. Ця перемога стала для «манкуніанців» дев'ятою в рамках Прем'єр-ліги та 17-м титулом чемпіонів Англії загалом.
За результатами сезону елітний дивізіон англійського футболу залишили «Вотфорд» та «Шеффілд Юнайтед», які пробилися до Прем'єр-ліги лише роком раніше, а також «Чарльтон Атлетик», який незмінно змагався у найвищому дивізіоні протягом останніх восьми сезонів.

## Команди-учасниці
У змаганнях Прем'єр-ліги сезону 2006—2007 взяли участь 20 команд, включаючи 17 команд-учасниць попереднього сезону та три команди, що підвищилися у класі з Чемпіонату Футбольної ліги.

### Міста і стадіони
| Команда             | Стадіон              | Місткість |
| ------------------- | -------------------- | --------- |
| «Манчестер Юнайтед» | Олд Траффорд         | 76,212    |
| «Арсенал»           | Емірейтс             | 60,355    |
| «Ньюкасл Юнайтед»   | Сент-Джеймс Парк     | 52,387    |
| «Манчестер Сіті»    | Сіті оф Манчестер    | 48,000    |
| «Ліверпуль»         | Енфілд               | 45,276    |
| «Астон Вілла»       | Вілла Парк           | 42,553    |
| «Челсі»             | Стемфорд Брідж       | 42,360    |
| «Евертон»           | Ґудісон-Парк         | 40,569    |
| «Тоттенгем Готспур» | Вайт Харт Лейн       | 36,240    |
| «Вест Гем Юнайтед»  | Болейн Граунд        | 35,146    |
| «Мідлсбро»          | Ріверсайд            | 35,049    |
| «Шеффілд Юнайтед»   | Бремолл Лейн         | 32,609    |
| «Блекберн Роверз»   | Івуд Парк            | 31,367    |
| «Болтон Вондерерз»  | Рібок                | 28,723    |
| «Чарльтон Атлетик»  | Веллі                | 27,111    |
| «Віган Атлетік»     | Джей-Джей-Бі Стедіум | 25,138    |
| «Фулхем»            | Крейвен Коттедж      | 24,600    |
| «Редінг»            | Мадейскі             | 24,250    |
| «Портсмут»          | Фраттон Парк         | 20,220    |
| «Вотфорд»           | Вікерейдж Роуд       | 19,920    |

## Турнірна таблиця
| М  | Команда               | І  | В  | Н  | П  | МЗ | МП | РМ  | О  | Кваліфікація або пониження в класі                      |
| -- | --------------------- | -- | -- | -- | -- | -- | -- | --- | -- | ------------------------------------------------------- |
| 1  | Манчестер Юнайтед (Ч) | 38 | 28 | 5  | 5  | 83 | 27 | +56 | 89 | Груповий раунд Ліги чемпіонів УЄФА 2007–2008            |
| 2  | Челсі                 | 38 | 24 | 11 | 3  | 64 | 24 | +40 | 83 | Груповий раунд Ліги чемпіонів УЄФА 2007–2008            |
| 3  | Ліверпуль             | 38 | 20 | 8  | 10 | 57 | 27 | +30 | 68 | 3-й кваліфікаційний раунд Ліги чемпіонів УЄФА 2007–2008 |
| 4  | Арсенал               | 38 | 19 | 11 | 8  | 63 | 35 | +28 | 68 | 3-й кваліфікаційний раунд Ліги чемпіонів УЄФА 2007–2008 |
| 5  | Тоттенгем Готспур     | 38 | 17 | 9  | 12 | 57 | 54 | +3  | 60 | 1-й раунд Кубка УЄФА 2007–2008                          |
| 6  | Евертон               | 38 | 15 | 13 | 10 | 52 | 36 | +16 | 58 | 1-й раунд Кубка УЄФА 2007–2008                          |
| 7  | Болтон Вондерерз      | 38 | 16 | 8  | 14 | 47 | 52 | −5  | 56 | 1-й раунд Кубка УЄФА 2007–2008                          |
| 8  | Редінг                | 38 | 16 | 7  | 15 | 52 | 47 | +5  | 55 |                                                         |
| 9  | Портсмут              | 38 | 14 | 12 | 12 | 45 | 42 | +3  | 54 |                                                         |
| 10 | Блекберн Роверз       | 38 | 15 | 7  | 16 | 52 | 54 | −2  | 52 | 3-й раунд Кубка Інтертото 2007                          |
| 11 | Астон Вілла           | 38 | 11 | 17 | 10 | 43 | 41 | +2  | 50 |                                                         |
| 12 | Ньюкасл Юнайтед       | 38 | 12 | 10 | 16 | 44 | 49 | −5  | 46 |                                                         |
| 13 | Мідлсбро              | 38 | 11 | 10 | 17 | 44 | 47 | −3  | 43 |                                                         |
| 14 | Манчестер Сіті        | 38 | 11 | 9  | 18 | 29 | 44 | −15 | 42 |                                                         |
| 15 | Вест Гем Юнайтед      | 38 | 12 | 5  | 21 | 35 | 59 | −24 | 41 |                                                         |
| 16 | Фулгем                | 38 | 8  | 15 | 15 | 38 | 60 | −22 | 39 |                                                         |
| 17 | Віган Атлетік         | 38 | 10 | 8  | 20 | 37 | 59 | −22 | 38 |                                                         |
| 18 | Шеффілд Юнайтед (Пн)  | 38 | 10 | 8  | 20 | 32 | 55 | −23 | 38 | Пониження до Футбольної ліги                            |
| 19 | Чарльтон Атлетик (Пн) | 38 | 8  | 10 | 20 | 34 | 60 | −26 | 34 | Пониження до Футбольної ліги                            |
| 20 | Вотфорд (Пн)          | 38 | 5  | 13 | 20 | 29 | 59 | −30 | 28 | Пониження до Футбольної ліги                            |

Джерела: Barclays Premier League
Правила класифікації: 
1) очок; 2) різниця м'ячів; 3) кіл-ть забитих м'ячів.
(Ч) = Чемпіон; (Пн)/(В) = Понижено в класі/Вибув; (Пв) = Підвищення в класі; (ПП) = Переможець плей-оф; (Н) = Перехід до наступного раунду. 
Застосовується тільки коли сезон ще не закінчений: 
(К) = Кваліфікований до раунду турніру; (КН) = Кваліфікований до турніру, але не до конкретного раунду; (Д) = Дискваліфікований з турніру.

## Результати
| Вдома \ В гостях1 | АРС | АСТ | БЛБ | БОЛ | ЧАР | ЧЕЛ | ЕВЕ | ФУЛ | ЛІВ | МС  | МЮ  | МІД | НЬЮ | ПОР | РЕД | ШФЮ | ТОТ | ВОТ | ВГЮ | ВІГ |
| Арсенал           |     | 1–1 | 6–2 | 2–1 | 4–0 | 1–1 | 1–1 | 3–1 | 3–0 | 3–1 | 2–1 | 1–1 | 1–1 | 2–2 | 2–1 | 3–0 | 3–0 | 3–0 | 0–1 | 2–1 |
| Астон Вілла       | 0–1 |     | 2–0 | 0–1 | 2–0 | 0–0 | 1–1 | 1–1 | 0–0 | 1–3 | 0–3 | 1–1 | 2–0 | 0–0 | 2–1 | 3–0 | 1–1 | 2–0 | 1–0 | 1–1 |
| Блекберн Роверз   | 0–2 | 1–2 |     | 0–1 | 4–1 | 0–2 | 1–1 | 2–0 | 1–0 | 4–2 | 0–1 | 2–1 | 1–3 | 3–0 | 3–3 | 2–1 | 1–1 | 3–1 | 1–2 | 2–1 |
| Болтон Вондерерз  | 3–1 | 2–2 | 1–2 |     | 1–1 | 0–1 | 1–1 | 2–1 | 2–0 | 0–0 | 0–4 | 0–0 | 2–1 | 3–2 | 1–3 | 1–0 | 2–0 | 1–0 | 4–0 | 0–1 |
| Чарльтон Атлетик  | 1–2 | 2–1 | 1–0 | 2–0 |     | 0–1 | 1–1 | 2–2 | 0–3 | 1–0 | 0–3 | 1–3 | 2–0 | 0–1 | 0–0 | 1–1 | 0–2 | 0–0 | 4–0 | 1–0 |
| Челсі             | 1–1 | 1–1 | 3–0 | 2–2 | 2–1 |     | 1–1 | 2–2 | 1–0 | 3–0 | 0–0 | 3–0 | 1–0 | 2–1 | 2–2 | 3–0 | 1–0 | 4–0 | 1–0 | 4–0 |
| Евертон           | 1–0 | 0–1 | 1–0 | 1–0 | 2–1 | 2–3 |     | 4–1 | 3–0 | 1–1 | 2–4 | 0–0 | 3–0 | 3–0 | 1–1 | 2–0 | 1–2 | 2–1 | 2–0 | 2–2 |
| Фулгем            | 2–1 | 1–1 | 1–1 | 1–1 | 2–1 | 0–2 | 1–0 |     | 1–0 | 1–3 | 1–2 | 2–1 | 2–1 | 1–1 | 0–1 | 1–0 | 1–1 | 0–0 | 0–0 | 0–1 |
| Ліверпуль         | 4–1 | 3–1 | 1–1 | 3–0 | 2–2 | 2–0 | 0–0 | 4–0 |     | 1–0 | 0–1 | 2–0 | 2–0 | 0–0 | 2–0 | 4–0 | 3–0 | 2–0 | 2–1 | 2–0 |
| Манчестер Сіті    | 1–0 | 0–2 | 0–3 | 0–2 | 0–0 | 0–1 | 2–1 | 3–1 | 0–0 |     | 0–1 | 1–0 | 0–0 | 0–0 | 0–2 | 0–0 | 1–2 | 0–0 | 2–0 | 0–1 |
| Манчестер Юнайтед | 0–1 | 3–1 | 4–1 | 4–1 | 2–0 | 1–1 | 3–0 | 5–1 | 2–0 | 3–1 |     | 1–1 | 2–0 | 3–0 | 3–2 | 2–0 | 1–0 | 4–0 | 0–1 | 3–1 |
| Мідлсбро          | 1–1 | 1–3 | 0–1 | 5–1 | 2–0 | 2–1 | 2–1 | 3–1 | 0–0 | 0–2 | 1–2 |     | 1–0 | 0–4 | 2–1 | 3–1 | 2–3 | 4–1 | 1–0 | 1–1 |
| Ньюкасл Юнайтед   | 0–0 | 3–1 | 0–2 | 1–2 | 0–0 | 0–0 | 1–1 | 1–2 | 2–1 | 0–1 | 2–2 | 0–0 |     | 1–0 | 3–2 | 0–1 | 3–1 | 2–1 | 2–2 | 2–1 |
| Портсмут          | 0–0 | 2–2 | 3–0 | 0–1 | 0–1 | 0–2 | 2–0 | 1–1 | 2–1 | 2–1 | 2–1 | 0–0 | 2–1 |     | 3–1 | 3–1 | 1–1 | 2–1 | 2–0 | 1–0 |
| Редінг            | 0–4 | 2–0 | 1–2 | 1–0 | 2–0 | 0–1 | 0–2 | 1–0 | 1–2 | 1–0 | 1–1 | 3–2 | 1–0 | 0–0 |     | 3–1 | 3–1 | 0–2 | 6–0 | 3–2 |
| Шеффілд Юнайтед   | 1–0 | 2–2 | 0–0 | 2–2 | 2–1 | 0–2 | 1–1 | 2–0 | 1–1 | 0–1 | 1–2 | 2–1 | 1–2 | 1–1 | 1–2 |     | 2–1 | 1–0 | 3–0 | 1–2 |
| Тоттенгем Готспур | 2–2 | 2–1 | 1–1 | 4–1 | 5–1 | 2–1 | 0–2 | 0–0 | 0–1 | 2–1 | 0–4 | 2–1 | 2–3 | 2–1 | 1–0 | 2–0 |     | 3–1 | 1–0 | 3–1 |
| Вотфорд           | 1–2 | 0–0 | 2–1 | 0–1 | 2–2 | 0–1 | 0–3 | 3–3 | 0–3 | 1–1 | 1–2 | 2–0 | 1–1 | 4–2 | 0–0 | 0–1 | 0–0 |     | 1–1 | 1–1 |
| Вест Гем Юнайтед  | 1–0 | 1–1 | 2–1 | 3–1 | 3–1 | 1–4 | 1–0 | 3–3 | 1–2 | 0–1 | 1–0 | 2–0 | 0–2 | 1–2 | 0–1 | 1–0 | 3–4 | 0–1 |     | 0–2 |
| Віган Атлетік     | 0–1 | 0–0 | 0–3 | 1–3 | 3–2 | 2–3 | 0–2 | 0–0 | 0–4 | 4–0 | 1–3 | 0–1 | 1–0 | 1–0 | 1–0 | 0–1 | 3–3 | 1–1 | 0–3 |     |

Джерело: Barclays Premier League
1Команда-господар записана у лівому стовпчику.
Кольори: Голубий = господар переміг; Жовтий = нічия; Червоний = гості перемогли.
Для майбутніх матчів, позначених «п», існує стаття.

## Статистика
| Місце | Гравець           | Клуб                | Голи |
| ----- | ----------------- | ------------------- | ---- |
| 1     | Дідьє Дрогба      | «Челсі»             | 20   |
| 2     | Бенні Маккарті    | «Блекберн Роверз»   | 18   |
| 3     | Кріштіану Роналду | «Манчестер Юнайтед» | 17   |
| 4     | Вейн Руні         | «Манчестер Юнайтед» | 14   |
| 4     | Марк Відука       | «Мідлсбро»          | 14   |
| 6     | Даррен Бент       | «Чарльтон Атлетик»  | 13   |
| 6     | Кевін Дойл        | «Редінг»            | 13   |
| 8     | Дімітар Бербатов  | «Тоттенгем Готспур» | 12   |
| 8     | Дірк Кейт         | «Ліверпуль»         | 12   |
| 8     | Якубу Аєгбені     | «Мідлсбро»          | 12   |

| Місце | Гравець               | Клуб                | Передачі |
| ----- | --------------------- | ------------------- | -------- |
| 1     | Сеск Фабрегас         | «Арсенал»           | 13       |
| 1     | Кріштіану Роналду     | «Манчестер Юнайтед» | 13       |
| 3     | Мікел Артета          | «Евертон»           | 12       |
| 4     | Девід Бентлі          | «Блекберн Роверз»   | 11       |
| 4     | Дімітар Бербатов      | «Тоттенгем Готспур» | 11       |
| 4     | Мортен Гамст Педерсен | «Блекберн Роверз»   | 11       |
| 4     | Вейн Руні             | «Манчестер Юнайтед» | 11       |
| 8     | Френк Лемпард         | «Челсі»             | 10       |
| 9     | Раян Гіггз            | «Манчестер Юнайтед» | 9        |
| 10    | Пітер Крауч           | «Ліверпуль»         | 8        |
| 10    | Аарон Леннон          | «Тоттенгем Готспур» | 8        |
| 10    | Джеймс Мілнер         | «Ньюкасл Юнайтед»   | 8        |

### Загалом
- Найбільше перемог: 28 – «Манчестер Юнайтед»
- Найменше перемог: 5 – «Вотфорд»
- Найбільше поразок: 21 – «Вест Гем Юнайтед»
- Найменше поразок: 3 – «Челсі»
- Найбільше забито: 83 – «Манчестер Юнайтед»
- Найменше забито: 29 – «Манчестер Сіті» та «Вотфорд»
- Найбільше пропущено: 60 – «Фулхем» та «Чарльтон Атлетик»
- Найменше пропущено: 24 – «Челсі»

### Вдома
- Найбільше перемог: 15 – «Манчестер Юнайтед»
- Найменше перемог: 3 – «Вотфорд»
- Найбільше поразок: 10 – «Віган Атлетік»
- Найменше поразок: 0 – «Челсі»
- Найбільше забито: 46 – «Манчестер Юнайтед»
- Найменше забито: 10 – «Манчестер Сіті»
- Найбільше пропущено: 30 – «Віган Атлетік»
- Найменше пропущено: 7 – «Ліверпуль»

### У гостях
- Найбільше перемог: 13 – «Манчестер Юнайтед»
- Найменше перемог: 1 – «Фулхем» та «Чарльтон Атлетик»
- Найбільше поразок: 14 – «Шеффілд Юнайтед»
- Найменше поразок: 3 – «Манчестер Юнайтед» та «Челсі»
- Найбільше забито: 37 – «Манчестер Юнайтед»
- Найменше забито: 8 – «Шеффілд Юнайтед»
- Найбільше пропущено: 42 – «Фулхем»
- Найменше пропущено: 13 – «Челсі»

## Щомісячні нагороди
| Місяць        | Тренер місяця                        | Гравець місяця                                                         |
| ------------- | ------------------------------------ | ---------------------------------------------------------------------- |
| серпень 2006  | Алекс Фергюсон («Манчестер Юнайтед») | Раян Гіггз («Манчестер Юнайтед»)                                       |
| вересень 2006 | Стів Коппел («Редінг»)               | Ендрю Джонсон («Евертон»)                                              |
| жовтень 2006  | Алекс Фергюсон («Манчестер Юнайтед») | Пол Скоулз («Манчестер Юнайтед»)                                       |
| листопад 2006 | Стів Коппел («Редінг»)               | Кріштіану Роналду («Манчестер Юнайтед»)                                |
| грудень 2006  | Сем Еллардайс («Болтон Вондерерз»)   | Кріштіану Роналду («Манчестер Юнайтед»)                                |
| січень 2007   | Рафаель Бенітес («Ліверпуль»)        | Сеск Фабрегас («Арсенал»)                                              |
| лютий 2007    | Алекс Фергюсон («Манчестер Юнайтед») | Раян Гіггз («Манчестер Юнайтед»)                                       |
| березень 2007 | Жозе Моурінью («Челсі»)              | Петр Чех («Челсі»)                                                     |
| квітень 2007  | Мартін О'Ніл («Астон Вілла»)         | Роббі Кін («Тоттенгем Готспур») Дімітар Бербатов («Тоттенгем Готспур») |

## Нагороди за сезон
Левову частину індивідуальних нагород по результатах сезону отримали представники команди-переможця Прем'єр-ліги «Манчестер Юнайтед», серед яких найбільшої кількості відзнак був удостоєний атакувальний півзахисник Кріштіану Роналду.

### Гравець року за версією ПФА
Звання «Гравець року за версією ПФА» 2007 року виборов гравець «Манчестер Юнайтед» Кріштіану Роналду. Уперше з 1977 року володар цього звання також отримав й титул «Молодого гравець року за версією ПФА».
Іншими номінантами на цю нагороду були:
- Дідьє Дрогба («Челсі»)
- Сеск Фабрегас («Арсенал»)
- Стівен Джерард («Ліверпуль»)
- Раян Гіггз («Манчестер Юнайтед»)
- Пол Скоулз («Манчестер Юнайтед»)

### Молодий гравець року за версією ПФА
Нагороду «Молодий гравець року за версією ПФА» також отримав Кріштіану Роналду («Манчестер Юнайтед»).
Іншими номінантами на цю нагороду були:
- Кевін Дойл («Редінг»)
- Сеск Фабрегас («Арсенал»)
- Аарон Леннон («Тоттенгем Готспур»)
- Майка Річардс («Манчестер Сіті»)
- Вейн Руні («Манчестер Юнайтед»), який мав нагоду отримати цю нагороду втретє поспіль, втім за результатами голосування не потрапив навіть до трійки фаворитів 2007 року.

### Гравець року за версією вболівальників ПФА
Лауреатом нагороди «Гравець року за версією вболівальників ПФА» також став представник команди-чемпіона Кріштіану Роналду. Іншими претендентами на це звання за результатами голосування на офіційному сайті асоціації професійних футболістів були Стівен Джерард, Дімітар Бербатов, Тьєррі Анрі та Френк Лемпард.

### Гравець року за версією Асоціації футбольних журналістів
За версією Асоціації футбольних журналістів найкращим футболістом в англійській першості також був визнаний Кріштіану Роналду. Основними конкурентами португальця за це звання були Дідьє Дрогба з «Челсі», а також партнери по команді Раян Гіггз і Пол Скоулз.

### Гравець року англійської Прем'єр-ліги
На додачу до всіх інших основних нагород найкращому гравцеві сезону півзахисник «Манчестер Юнайтед» Кріштіану Роналду був також визнаний «Гравцем року англійської Прем'єр-ліги».

### Тренер року англійської Прем'єр-ліги
Лауреатом нагороди «Тренер року англійської Прем'єр-ліги» усьоме у своїй кар'єрі став 66-річний наставник «Манчестер Юнайтед» Алекс Фергюсон.

### Золотий бутс англійської Прем'єр-ліги
Нагороду «Золотий бутс англійської Прем'єр-ліги» найкращому бомбардиру сезону отримав нападник «Челсі» Дідьє Дрогба, який відзначився 20 забитими голами.

### Золота рукавиця англійської Прем'єр-ліги
Голкіпер «Ліверпуля» Пепе Рейна вдруге поспіль став володарем нагороди «Золота рукавиця англійської Прем'єр-ліги». Він зберіг свої ворота недоторканими у 19 матчах сезону, обійшовши за цим показником американських воротарів Тіма Говарда з «Евертона» (14) і Маркуса Ганемана з «Редінга» (13).